# Wanderer W15
La Wanderer W15 (per esteso Wanderer 6/30 PS Typ W15) è stata un'autovettura di fascia medio-alta prodotta dalla Casa tedesca Wanderer nel solo anno 1932.

## Caratteristiche
Introdotta nel marzo del 1932, la W15 rappresentava un modello di passaggio tra la W10/IV e la successiva W17 con motore progettato da Ferdinand Porsche. Dalla prima venne ripreso il motore a 4 cilindri da 1563 cm³ da 30 CV a 3400 giri/min, con distribuzione a valvole in testa ed asse a camme laterale. Della W17, invece, la W15 anticipava il nuovo telaio a longheroni e traverse con passo di 3 metri, anziché di 2,8 metri come nella W10/IV. La meccanica telaistica era piuttosto convenzionale e comprendeva sospensioni ad assale rigido con molle a balestra semiellittiche. L'impianto frenante era a 4 tamburi da 300 mm di diametro con comando meccanico a cavo. 
Completava il quadro tecnico un cambio manuale a 3 marce con frizione monodisco a secco.

La W15 fu proposta in due varianti di carrozzeria, berlina e cabriolet e raggiungeva una velocità massima di 85 km/h: fu prodotta fino alla fine di quello stesso 1932, dopodiché uscì di listino per far spazio alla già menzionata W17, entrata in listino nel mese di ottobre.